# 密度行列
量子力学・量子論において、密度行列 (みつどぎょうれつ、英語: density matrix) または密度演算子 (density operator) は、量子状態を表す演算子（またはその行列表示）である。状態ベクトルや波動関数が単独では「純粋状態」しか表現できないのに対し、密度演算子・密度行列は混合状態も表現することができる。
本項ではまず背景として混合状態とは何かについて解説し、その後に密度演算子・密度行列について解説する。

## 背景 - 混合状態
本節では、密度行列の概念の背後にある、混合状態の概念を説明する。次節ではこれを踏まえて密度行列の概念を説明する。

### 概要
量子力学では、系の状態は状態ベクトルもしくは純粋状態と呼ばれるベクトル {\displaystyle |\psi \rangle }で書き表され、その振幅は波動関数
{\displaystyle \psi (x)=\langle x\mid \psi \rangle }
によって書き表されるが、こうした方法による系の記述方法は実験者がψ(x)の値を完全に知っているというのが暗黙の前提である。さもなければψ(x)を数式で書き表す事ができないので、系の数学的な解析ができなくなる。
しかしこの暗黙の前提は、実験者が系に関する情報を不完全にしか知らない場合には成り立たない。特に量子統計力学で想定されるような、数モル{\displaystyle \approx 10^{23}}個もの粒子を扱う状況下において、全ての粒子の情報を実験者が完全に知っていると仮定するのは現実的ではない。
そこでこうした、系に対する情報の不足石坂 et.al. 12:p104がある状況下における量子力学を記述するため、混合状態と呼ばれる複数の純粋状態に確率を付加した状態を考える必要がある。これは例えば「半分の確率で純粋状態{\displaystyle |\psi _{1}\rangle }であり、残り半分の確率で純粋状態{\displaystyle |\psi _{2}\rangle }になる」といったものが混合状態である。

### 混合状態について補足
混合状態でいうところの「混合」の確率は、古典的な確率論の確率（ベイズ確率）である。

#### 重ね合わせとの違い
混合状態の「混合」とは量子力学的な状態の重ね合わせではない。これを偏光の例で説明する。光子には右円偏光と左円偏光がある。以下、右偏光と左偏光をそれぞれ純粋状態{\displaystyle |R\rangle } 、{\displaystyle |L\rangle }で表すことにする。
量子力学では状態の重ね合わせが可能なので、ある光子の{\displaystyle |R\rangle } の状態とこれと同じ光子の{\displaystyle |L\rangle }の状態を1/2ずつ重ね合わせると、光子は
{\displaystyle {|R\rangle +|L\rangle  \over 2}}
という状態になる。これを規格化すれば
{\displaystyle {|R\rangle +|L\rangle  \over {\sqrt {2}}}}
である。この状態にある光子は垂直方向に偏光であり、垂直方向の偏光板は通過できる。
これに対し、無偏光の状態にある光は、上記のような重ね合わせでは表現できず、混合状態によって記述する必要がある。無偏光の光とは例えば、光に含まれる複数の光子のうち50％の光子が{\displaystyle |R\rangle }の状態にあり、これらとは別の光子である残り50%の光子が{\displaystyle |L\rangle }の状態にある場合である。このような状態にある光の中に重ね合わせ状態{\displaystyle (|R\rangle +|L\rangle )/{\sqrt {2}}}の光子は存在しない。また上述の状態にある光は横向きの偏光板を完全に通過するが、縦向きの偏光板にはある程度吸収されるなど、物理的性質も{\displaystyle (|R\rangle +|L\rangle )/{\sqrt {2}}}とは異なる。
このような「50%が{\displaystyle |R\rangle }、残り50%が{\displaystyle |L\rangle }」という統計的な状態、すなわち個々の粒子が「確率1/2で{\displaystyle |R\rangle }、確率1/2で{\displaystyle |L\rangle }」となっている状態を記述するのが混合状態である。

### 単純な記述方法の欠点
混合状態を記述する単純な記述方法は、状態ベクトルとその生起確率を並べて書く、というものである。例えば「確率1/2で{\displaystyle |R\rangle }、確率1/2で{\displaystyle |L\rangle }」という混合状態であれば、
{\displaystyle s=((1/2,|R\rangle ),(1/2,|L\rangle ))}
と状態を記述する。しかしこの記述方法は、実質的に同一（＝観測によって区別できない）の状態が複数の異なる表記を持ってしまうという欠点を持つ石坂 et.al. 12:p104-105。
このため密度行列という表記方法を採用する必要があるのだが、これについては次章で述べることとし、本節ではまず上述した欠点を具体例で示す。

#### 具体例
{\displaystyle |+\rangle :={|R\rangle +|L\rangle  \over {\sqrt {2}}}}、{\displaystyle |-\rangle :={|R\rangle -|L\rangle  \over {\sqrt {2}}}}
と定義し、
{\displaystyle s'=((1/2,|+\rangle ),(1/2,|-\rangle ))}
という状態記述を考えると、s'は前述のsと見かけ上全く異なるにもかかわらず、観測によって両者は区別できない石坂 et.al. 12:p104-105。すなわち、どのような物理量Aを持ってきても、sでAを観測したときの観測値の確率分布とs'でAを観測したときの観測値の確率分布は同一となる石坂 et.al. 12:p104-105。

#### 証明
実際、任意の観測値aに対し、
{\displaystyle \Pr[A}の観測値が{\displaystyle a\mid s]={1 \over 2}\Pr[A}の観測値が{\displaystyle a\mid |L\rangle ]+{1 \over 2}\Pr[A}の観測値が{\displaystyle a\mid |R\rangle ]={\langle L|P_{a}|L\rangle +\langle R|P_{a}|R\rangle  \over 2}}
であり、
{\displaystyle \Pr[A}の観測値が{\displaystyle a\mid s']={1 \over 2}\Pr[A}の観測値が{\displaystyle a\mid |+\rangle ]+{1 \over 2}\Pr[A}の観測値が{\displaystyle a\mid |-\rangle ]={\langle +|P_{a}|+\rangle +\langle -|P_{a}|-\rangle  \over 2}={\langle L|P_{a}|L\rangle +\langle R|P_{a}|R\rangle  \over 2}}
が成立するので両者は等しい。ここでPaはaの固有空間への射影である。

## 密度行列
密度行列は、混合状態を数学的に記述する為の道具立てであり、しかも上述した単純な記述方法のような欠点を持たない事である。
本章では、密度行列の定義とその性質を述べ、次章において単純な記述方法の欠点が解消されている事を見る。

### 数学的考察
密度行列の概念を導入する前準備として、簡単な数学的考察を行う。
系が純粋状態{\displaystyle |\phi \rangle }にあるとき、物理量{\displaystyle {\hat {A}}}を観測すると、観測値の期待値は
{\displaystyle \langle \phi |{\hat {A}}|\phi \rangle \,}
となる。これを変形すれば以下のようになる：
{\displaystyle \langle \phi |{\hat {A}}|\phi \rangle =\sum _{j}\langle \phi |\psi _{j}\rangle \langle \psi _{j}|{\hat {A}}|\phi \rangle =\sum _{\stackrel {j,k}{j=k}}\langle \psi _{j}|{\hat {A}}|\phi \rangle \langle \phi |\psi _{k}\rangle =\mathrm {tr} ({\hat {A}}|\phi \rangle \langle \phi |)}
ここで{\displaystyle |\psi _{1}\rangle }、{\displaystyle |\psi _{2}\rangle }、…は完全正規直交系であり、{\displaystyle \mathrm {tr} ({\hat {A}}|\phi \rangle \langle \phi |)} は行列{\displaystyle {\hat {A}}|\phi \rangle \langle \phi |}のトレース (trace) である。
したがってより一般に「p1の確率で{\displaystyle |\phi _{1}\rangle }、p2の確率で{\displaystyle |\phi _{2}\rangle }、…」という混合状態を観測すればその期待値は
{\displaystyle \sum _{j}p_{j}\langle \phi _{j}|{\hat {A}}|\phi _{j}\rangle =\sum _{j}p_{j}\mathrm {tr} ({\hat {A}}|\phi _{j}\rangle \langle \phi _{j}|)}
である。
そこでこの混合状態の密度演算子を対角行列
{\displaystyle \rho :=\sum _{j}p_{j}|\phi _{j}\rangle \langle \phi _{j}|\,}
によって定義し、その行列表示を密度行列と呼ぶことにすると、混合状態にある際の{\displaystyle {\hat {A}}}の観測値の期待値は
{\displaystyle \mathrm {tr} (\rho {\hat {A}})}
という簡単な形で書き表す事ができる。以上のことから、密度行列は混合状態にある系の観測値の期待値を計算するのに便利である。

### 定義
以上を踏まえた上で、密度行列とその関連概念を以下のように定義する。

#### 密度行列の厳密な定義
状態空間上の完全正規直交系{\displaystyle |\psi _{1}\rangle }、{\displaystyle |\psi _{2}\rangle }、…に対し、状態空間における{\displaystyle |\psi _{k}\rangle }方向の射影作用素をPkとするとき、
{\displaystyle \rho =\sum _{k}p_{k}P_{k}\quad (0<p_{k}<1,\quad \sum _{k}p_{k}\,=1)}　　　....(M1)
という形で表記できる演算子 {\displaystyle \rho } を密度演算子 (density operator )もしくは密度行列 (density matrix )  という。（上式右辺の収束はトレースノルムに関するものである新井08:p81）。
なお、射影作用素Pkはブラ-ケット記法では
{\displaystyle P_{k}=|\psi _{k}\rangle \langle \psi _{k}|}
と書けるので、上述の定義は前節で述べた定義と実質的に一致する。しかしブラ-ケット記法は文脈により数学的な定式化方法が異なるので、本節では定義を厳密に記述する為、射影作用素Pkを用いて密度行列を定義した。
また上の定義では、{\displaystyle |\psi _{1}\rangle }、{\displaystyle |\psi _{2}\rangle }、…が正規直交系をなしている事を仮定したが、必ずしもこれは必須ではない。しかし正規直交ではない{\displaystyle |\psi _{1}\rangle }、{\displaystyle |\psi _{2}\rangle }、…に対して同様に密度行列を定義したとしても、必ず完全正規直交基底の表現に書き換えられる事が知られている（次節の別定義との同値性から従う）。

#### 別定義
{\displaystyle \rho }が上述したように書ける必要十分条件は、以下の3つを満たす事が知られている新井08:p81：
- {\displaystyle \rho }は有界な自己共役作用素
- {\displaystyle \rho }は非負の作用素である。すなわち{\displaystyle \langle \psi |\rho |\psi \rangle \geq 0}が状態空間上の任意の状態ベクトル{\displaystyle |\psi \rangle }に対して成立する。
- {\displaystyle \mathrm {tr} (\rho )=1}

よってこの3条件を満たす事を密度行列の定義としても良い。
なお、{\displaystyle \mathrm {tr} (\rho )}は状態空間上の完全正規直交系{\displaystyle |\psi _{1}\rangle }、{\displaystyle |\psi _{2}\rangle }、…を用いて
{\displaystyle \mathrm {tr} (\rho )=\sum _{k}\langle \psi _{k}|\rho |\psi _{k}\rangle }
により定義されるH13:p421。この値は完全正規直交系の取り方に依存しない為、well-definedであるH13:p421。
本節の方法で定義した密度行列を前節の(M1)式の形で表す事を、密度行列のシャッテン分解という新井08:p81。

#### 純粋状態の定義
状態ベクトル{\displaystyle |\psi \rangle }に対し、状態空間における{\displaystyle |\psi \rangle }方向の射影作用素をPψとする。
密度行列が何らかの純粋状態の状態ベクトル{\displaystyle |\psi \rangle }を用いて
{\displaystyle \rho =P_{\psi }}
と書ける時、{\displaystyle \rho }は純粋状態にあるというH13:p426。前節で述べたように、ブラ-ケット記法では上式は
{\displaystyle \rho =|\psi \rangle \langle \psi |}
を意味する。

### 観測

#### 観測の期待値
密度演算子{\displaystyle \rho }と有界な自己共役作用素
{\displaystyle {\hat {A}}}に対し、 {\displaystyle \mathrm {tr} (\rho {\hat {A}})}、{\displaystyle \mathrm {tr} ({\hat {A}}\rho )}が定義可能で
{\displaystyle \mathrm {tr} (\rho {\hat {A}})=\mathrm {tr} ({\hat {A}}\rho )}
が成立することが知られているH13:p423。
既に述べたように、密度行列{\displaystyle \rho }で表現される混合状態において{\displaystyle {\hat {A}}}を観測した際の観測値の期待値はこの値になる。

#### 波束の収縮
密度行列{\displaystyle \rho }で記述される混合状態に対して物理量{\displaystyle {\hat {A}}}を観測した結果、{\displaystyle {\hat {A}}}の固有値λを得たとすると、波束の収縮が起こり、密度行列は
{\displaystyle {P_{\lambda }\rho P_{\lambda } \over \mathrm {tr} (\rho P_{\lambda })}}
になるH13:p428。

### 密度行列集合の凸性
密度行列の全体の集合は凸集合である事が知られている。すなわち、{\displaystyle \rho _{1}}、{\displaystyle \rho _{2}}を密度行列とし、uを0≦u≦1満たす実数とする時、{\displaystyle \rho _{1}}、{\displaystyle \rho _{2}}の重ね合わせ
{\displaystyle u\rho _{1}+(1-u)\rho _{2}}
も密度行列であるH13:p426。
また、この凸集合の「端っこ」にあるのは純粋状態である。すなわち{\displaystyle \rho }が純粋状態である必要十分条件は、
{\displaystyle \rho =u\rho _{1}+(1-u)\rho _{2}}
を満たす密度行列{\displaystyle \rho _{1}}、{\displaystyle \rho _{2}\neq \rho _{1}}、および実数0<u<1が存在しない事であるH13:p426。

#### 注意
上で定義した重ね合わせの概念は、状態ベクトルの重ね合わせとは異なる概念である。実際、一般には
{\displaystyle |c_{1}\psi _{1}+c_{2}\psi _{2}\rangle \langle c_{1}\psi _{1}+c_{2}\psi _{2}|\neq c_{1}|\psi _{1}\rangle \langle \psi _{1}|+c_{2}|\psi _{1}\rangle \langle \psi _{1}|}
であるH13:p426。
両者を区別するため、状態ベクトルの重ね合わせをコヒーレントな重ね合わせ、密度行列の重ね合わせをインコヒーレントな重ね合わせというH13:p427。

## 密度行列の公理的特徴づけ
本章では密度行列を全く別の角度から公理的に特徴づける。そしてこの特徴づけができる事の結果として、前述した単純な表記方法の持つ欠点が密度行列では解消されている事を見る。

### 公理的特徴付け
Aを物理量、すなわち状態空間上の自己共役作用素であるとする。
今何らかの量子力学的な系が与えられていたとし、この系でAを観測した観測値の期待値を
{\displaystyle E(A)}
と書くことにする。なお系の具体的な状態は問わない。したがって系が純粋状態であっても混合状態であってもよい。

{\displaystyle E(A)}は自己共役作用素Aに実数を対応させる関数
{\displaystyle E~:~A\mapsto \mathbf {R} }
とみなす事ができるが、物理的に考えると、この関数は次の2性質を満たさねばならないはずである。なお以下でIは単位行列である。さらにAが非負であるとは、任意の状態ベクトル{\displaystyle |\psi \rangle }に対し{\displaystyle \langle \psi |A|\psi \rangle \geq 0}が成立する事を言う：
(1)  {\displaystyle E(I)=1}
(2) Aが非負なら、{\displaystyle E(A)\geq 0}

なぜこれらの条件が要請されるかというと、単位行列Iの固有値は全て1なので、Aを観測した結果は常に1でなければならない（＝条件(1)）。またAが非負になるにはその固有値（や連続スペクトル）が全て非負になる場合だけなので、{\displaystyle E(A)\geq 0}が成立しなければならない（＝条件(2)）。

さらに関数{\displaystyle E(A)}が以下の連続性を満たしている事を要請する：
(3) {\displaystyle n\to \infty }のとき{\displaystyle A_{n}\to A}となる任意の自己共役作用素の列{\displaystyle \{A_{n}\}_{n}}に対し、{\displaystyle E(A_{n})\to E(A)}
ここで{\displaystyle E(A_{n})\to E(A)}は実数としての収束であり、{\displaystyle A_{n}\to A}はL2ノルムに関するweak-*収束である。

このとき次が成立する事が知られている：
定理 ― 有界な自己共役作用素Aに実数を対応させる線形汎関数{\displaystyle E~:~A\mapsto \mathbf {R} }が(1)、(2)、(3)をすべて満たす必要十分条件は、
{\displaystyle E(A)=\mathrm {tr} (\rho A)}
を満たす密度行列ρが存在する事であるH13:p423-424。しかもそのような密度行列は一意に定まるH13:p423-424。

### 欠点が解消されている事
前の章で述べたように、混合状態を単純な方法で記述した場合、見かけ上の記述が異なるにもかかわらず、実質的に同一の量子状態を表している（＝観測結果では両者を区別できない）、という事が起こりうる。
しかし密度行列を用いて混合状態を記述した場合にはこのような問題は生じない。
実際、２つの量子状態が実質的に同一である（＝観測結果では両者を区別できない）という事は、この２つの量子状態に対する関数{\displaystyle E(A)}が同一であるということを意味し、{\displaystyle E(A)}が同一であるという事は対応する密度行列ρが同一だという事を意味するからである。したがって実質的に同一の量子状態が相異なる２つの密度行列で表示できる事はありえない。

## 純粋状態を記述する上での数学的利点
本項では密度行列を、混合状態を記述する上での便利な道具立てとして導入した。しかし純粋状態を記述する際にも密度行列は有効に働く。
これは状態ベクトル表記もやはり、（位相以外にも差がある）全く別の状態ベクトルが、同一の純粋状態を表す場合があるからである。前述のように密度行列であればこうした問題は生じない。
状態ベクトルに対してこの問題が生じるのは、合成系の場合である。２つの系を合成した場合、合成系の状態ベクトルは、各々の系の状態ベクトル{\displaystyle |\psi _{1}\rangle }、{\displaystyle |\psi _{2}\rangle }のテンソル積である：
{\displaystyle |\psi _{1},\psi _{2}\rangle =|\psi _{1}\rangle \otimes |\psi _{2}\rangle }
位相にしか差がない２つの状態ベクトルは同一の物理状態を表すので、
{\displaystyle |\Psi \rangle =|\psi _{1}\rangle \otimes |\psi _{2}\rangle +|\psi '_{1}\rangle \otimes |\psi '_{2}\rangle }
と
{\displaystyle |\Phi \rangle =|\psi _{1}\rangle \otimes |\psi _{2}\rangle +|\psi '_{1}\rangle \otimes e^{i\theta }|\psi '_{2}\rangle }
は同一の物理状態を表す。しかしθが0でない限り、
{\displaystyle |\Psi \rangle \sim \mathrm {e} ^{i\alpha }|\Phi \rangle }
を満たすαは存在しない。
すなわち{\displaystyle |\Phi \rangle }と{\displaystyle |\Psi \rangle }は（位相以外にも差がある）全く別の状態ベクトルであるにもかかわらず、同一の量子状態を表す。

### 密度行列による問題解決
これに対し、密度行列を利用した場合は、上述の問題は生じない。そもそも、上述の問題が生じたのは、状態ベクトルに位相分の自由度
{\displaystyle |\psi \rangle \sim \mathrm {e} ^{i\theta }|\psi \rangle }
が存在したからである。しかし密度行列で記述した場合、純粋状態は
{\displaystyle |\psi \rangle \langle \psi |}
という形式なので、位相分の自由度は消え去る：
{\displaystyle e^{i\theta }|\psi \rangle \langle \psi |{\overline {e^{i\theta }}}=|\psi \rangle \langle \psi |}
よって前述の問題はそもそも生じない。

## フォン・ノイマンエントロピー
密度行列は何らかの混合状態を表し、混合状態とは純粋状態の集合に何らかの確率分布を付与したものである。よってこの確率分布に対して情報理論におけるシャノンエントロピー（情報量）を定義することができ、これにボルツマン定数をかけたものを密度行列のフォン・ノイマンエントロピーという。本項ではまず、シャノンエントロピーの概念を復習し、これをベースにフォン・ノイマンエントロピーの概念を定義する。

### シャノンエントロピーとは
情報理論では、確率1/2で表がでるコインを単位として、事象の確率がコイン何枚分に相当するかを考える。例えば確率1/8=(1/2)3で起こる事象があったとき、この確率はコイン3枚全てが表になる確率に相当するので、この事象の「自己情報量」は
{\displaystyle 3=-\log _{2}(1/8)}
であると定義する。より一般に、確率pで起こる事象があった場合、この事象の底aに対する自己情報量を
{\displaystyle -\log _{a}p}
により定義する。コインを単位にする場合は、底のaは2である。
また値1、2、3、…を取る確率変数Xがあった時、X=jであるという事象の自己情報量は
{\displaystyle L_{j}=-\log _{a}\Pr[X=j]}
であるので、Ljの期待値
{\displaystyle H_{a}(X):=-\sum _{j}\Pr[X=j]\log _{a}\Pr[X=j]}
を定義でき、この値をXの底aに対する情報量、もしくは底aに対するシャノンエントロピーという。
ただし{\displaystyle \Pr[X=j]=0}である項に関しては、
{\displaystyle \lim _{x\to 0}x\log _{a}x=0}
であるので、
{\displaystyle \Pr[X=j]\log _{a}\Pr[X=j]=0}
とみなす。
本項で重要なのは底aが自然対数eの場合なので、底eに対するシャノンエントロピーを単にシャノンエントロピーと呼び、
{\displaystyle H(X):=H_{\mathrm {e} }(X)}
と略記する。

### フォン・ノイマンエントロピーの定義

#### 定義
{\displaystyle |\psi _{1}\rangle }、{\displaystyle |\psi _{2}\rangle }、…を完全正規直交系とする。密度行列
{\displaystyle \rho :=\sum _{j}p_{j}|\psi _{j}\rangle \langle \psi _{j}|\,}
に対し、{\displaystyle \rho }のフォン・ノイマンエントロピーを{\displaystyle S(\rho )}を
{\displaystyle S(\rho ):=-k_{B}\sum _{j}p_{j}\log _{\mathrm {e} }p_{j}}
と呼ぶ。ここでkBはボルツマン定数である。
なおシャノンエントロピーの場合と同様、上述の定義で{\displaystyle p_{j}=0}である項に関しては {\displaystyle p_{j}\log _{\mathrm {e} }p_{j}=0}とみなす。

#### 別定義
密度行列{\displaystyle \rho }に対し、作用素解析の手法により
{\displaystyle \rho \log _{\mathrm {e} }\rho }
を定義する事ができ、
{\displaystyle S(\rho ):=-k_{B}\mathrm {tr} (\rho \log _{\mathrm {e} }\rho )}
によりフォン・ノイマンエントロピーを定義する事ができる新井08:p190-191。この定義は前述した定義と一致する新井08:p190-191。

### 性質
任意の密度行列{\displaystyle \rho }に対し、フォン・ノイマンエントロピーは
{\displaystyle 0\leq S(\rho )\leq \infty }
を満たす。
また、S(ρ)=0となる必要十分条件は{\displaystyle \rho }は純粋状態にある事であるH13:p426。したがってフォン・ノイマンエントロピーは純粋状態からの「ズレ」を表す量だと解釈できる。
フォン・ノイマンエントロピーは通常の観測（射影観測）を行った場合には、増加するかも知れないが、減少する事はない。しかしより一般的な観測をした場合には減少する場合がある。
量子相互作用を混合系の中で消去することにより、観測は「情報を減少させる」。—量子もつれ, einselection, や量子デコヒーレンスを参照。すなわち孤立していない系のフォン・ノイマンエントロピーを減少させる事はできるが、これは系の外部のフォン・ノイマンエントロピーを上昇させている場合のみであり、系の内外のフォン・ノイマンエントロピーは減少しない。熱力学の第二法則、熱力学と情報理論のエントロピー(Entropy in thermodynamics and information theory)を参照。

## 時間発展
密度演算子の時間発展は、次のフォン・ノイマン方程式 (von Neumann equation ) で記述される。フォン・ノイマン方程式は古典論におけるリウヴィル方程式 (Liouville equation ) に対応するので、リウヴィル＝フォン・ノイマン方程式 (Liuville–von Neumann equation)、あるいは単に（量子）リウヴィル方程式とも呼ばれる。
{\displaystyle i\hbar {\partial {\hat {\rho }} \over {\partial t}}=[{\hat {H}},{\hat {\rho }}]={\hat {H}}{\hat {\rho }}-{\hat {\rho }}{\hat {H}}}
ここで ħ = h/2π は換算プランク定数（h はプランク定数）、{\displaystyle {\hat {H}}} はハミルトニアン、括弧 [·,·] は交換子である。
フォン・ノイマンの式は、純粋状態（状態ベクトル）の時間発展を記述するシュレーディンガー方程式
{\displaystyle {\begin{aligned}i\hbar {\partial |\Psi _{k}\rangle  \over {\partial t}}&={\hat {H}}|\Psi _{k}\rangle ,\\-i\hbar {\partial \langle \Psi _{k}| \over {\partial t}}&=\langle \Psi _{k}|{\hat {H}},\end{aligned}}}
と密度演算子の定義式だけを用いて導出できる。ここでブラ・ベクトル ⟨Ψ| はケット・ベクトル |Ψ⟩ の双対であること ⟨Ψ| = |Ψ⟩† に注意。 

### 統計力学への応用
統計力学においては、状態のアンサンブルを混合状態と考えることができる。量子統計力学では、あるハミルトニアンの各エネルギー固有状態が混合していると考えて密度行列を表現することがよくある。
密度行列 ρ は、たとえば混合の比率がカノニカル分布で表せるとすると、
{\displaystyle \mathbf {\rho } ={\frac {\mathrm {e} ^{-\beta H}}{\operatorname {Tr} (\mathrm {e} ^{-\beta H})}}}
グランドカノニカル分布では、
{\displaystyle \rho ={\frac {\mathrm {e} ^{-\beta H_{\mathrm {G} }}}{\operatorname {Tr} (\mathrm {e} ^{-\beta H_{\mathrm {G} }})}}=\mathrm {e} ^{\beta (\Omega -H_{\mathrm {G} })}}
で表される。ここで β = 1/kBT は逆温度、kB はボルツマン定数、Ω はグランドポテンシャル、HG はグランドカノニカル分布でのハミルトニアンである。
このときオブザーバブルの期待値 ⟨A⟩ は、
{\displaystyle \langle A\rangle =\operatorname {Tr} \{\rho A\}={\frac {\operatorname {Tr} \{\mathrm {e} ^{-\beta H}A\}}{\operatorname {Tr} \{\mathrm {e} ^{-\beta H}\}}}}
と書くことができる。特に A が恒等演算子 A = Id の場合、
{\displaystyle \langle \operatorname {Id} \rangle ={\frac {\operatorname {Tr} \{\mathrm {e} ^{-\beta H}\operatorname {Id} \}}{\operatorname {Tr} \{\mathrm {e} ^{-\beta H}\}}}={\frac {\operatorname {Tr} \{\mathrm {e} ^{-\beta H}\}}{\operatorname {Tr} \{\mathrm {e} ^{-\beta H}\}}}=1}
を満たす。また、A がハミルトニアン A = H の場合、ハミルトニアンの固有値を {Ei} とすれば、
{\displaystyle \langle H\rangle ={\frac {\operatorname {Tr} \{\mathrm {e} ^{-\beta H}H\}}{\operatorname {Tr} \{\mathrm {e} ^{-\beta H}\}}}={\frac {\sum _{i}E_{i}\mathrm {e} ^{-\beta E_{i}}}{\sum _{i}\mathrm {e} ^{-\beta E_{i}}}}}
と書き換えられる。

## 量子リウヴィル方程式、モーヤル方程式
密度行列演算子は相空間の中でも実現される。ウィグナー函数の下では、等価なウィグナー函数への密度行列変換は、
{\displaystyle W(x,p){\stackrel {\mathrm {def} }{=}}{\frac {1}{\pi \hbar }}\int _{-\infty }^{\infty }\psi ^{*}(x+y)\psi (x-y)e^{2ipy/\hbar }\ dy~}
である。このウィグナー函数の時間発展の方程式は、上記のフォン・ノイマン函数のウィグナー変換である。
{\displaystyle {\frac {\partial W(q,p,t)}{\partial t}}=-\{\{W(q,p,t),H(q,p)\}\}~}
ここに H(q,p) はハミルトニンであり、{ { •,• } } はモーヤルの括弧(Moyal bracket)、量子交換子の変換関係である。
ウィグナー函数の発展方程式は、古典極限の発展方程式、古典物理学のリウヴィル方程式の類似である。プランク定数 ħ が 0 となる極限では、W(q,p,t) は相空間の古典リウヴィル確率分布函数へと還元される。
古典リウヴィル方程式は、偏微分方程式の特性曲線法を使い解くことができ、特性曲線はハミルトン方程式である。同じように、量子力学でのモーヤル方程式は、量子特性曲線法(quantum characteristic)を用いて解、すなわち、相空間のモーヤル積(Moyal−product)を求めることができる。実践的には、解を求める方法は異る方法を用いる。

## 関連記事
- 量子状態
- 統計力学
  - 量子統計力学
- リウヴィルの定理 (物理学)
- 量子情報
- 量子測定理論